# Adam Cedzo
Adam Cedzo (* 23. února 2005, Pezinok) je slovenský profesionální hokejový útočník a juniorský reprezentant. Aktuálně působí v klubu HC Frýdek-Místek (Maxa liga) na farmě HC Oceláři Třinec, který hraje ELH.

## Hráčská kariéra
Cedzo je odchovancem klubu HK Ružinov 99 Bratislava, ze kterého přestoupil v sezóně 2020/21 do dorosteneckého týmu HC Oceláři Třinec. V sezóně 2023/24 získal s juniorským týmem Třince titul v Extralize juniorů. Aktuálně působí v klubu HC Frýdek-Místek (Maxa liga) na farmě HC Oceláři Třinec, který hraje ELH.

## Reprezentace
Cedzo v roce 2022 reprezentoval Slovensko na dorosteneckém turnaji Hlinka-Gretzky Cup, na kterém ve třech zápasech vstřelil tři góly. V roce 2023 byl nominován také na dorostenecké mistrovství světa, kde nastoupil do sedmi zápasů, ve kterých vstřelil tři góly a na pět nahrál.